# Irma Němečková

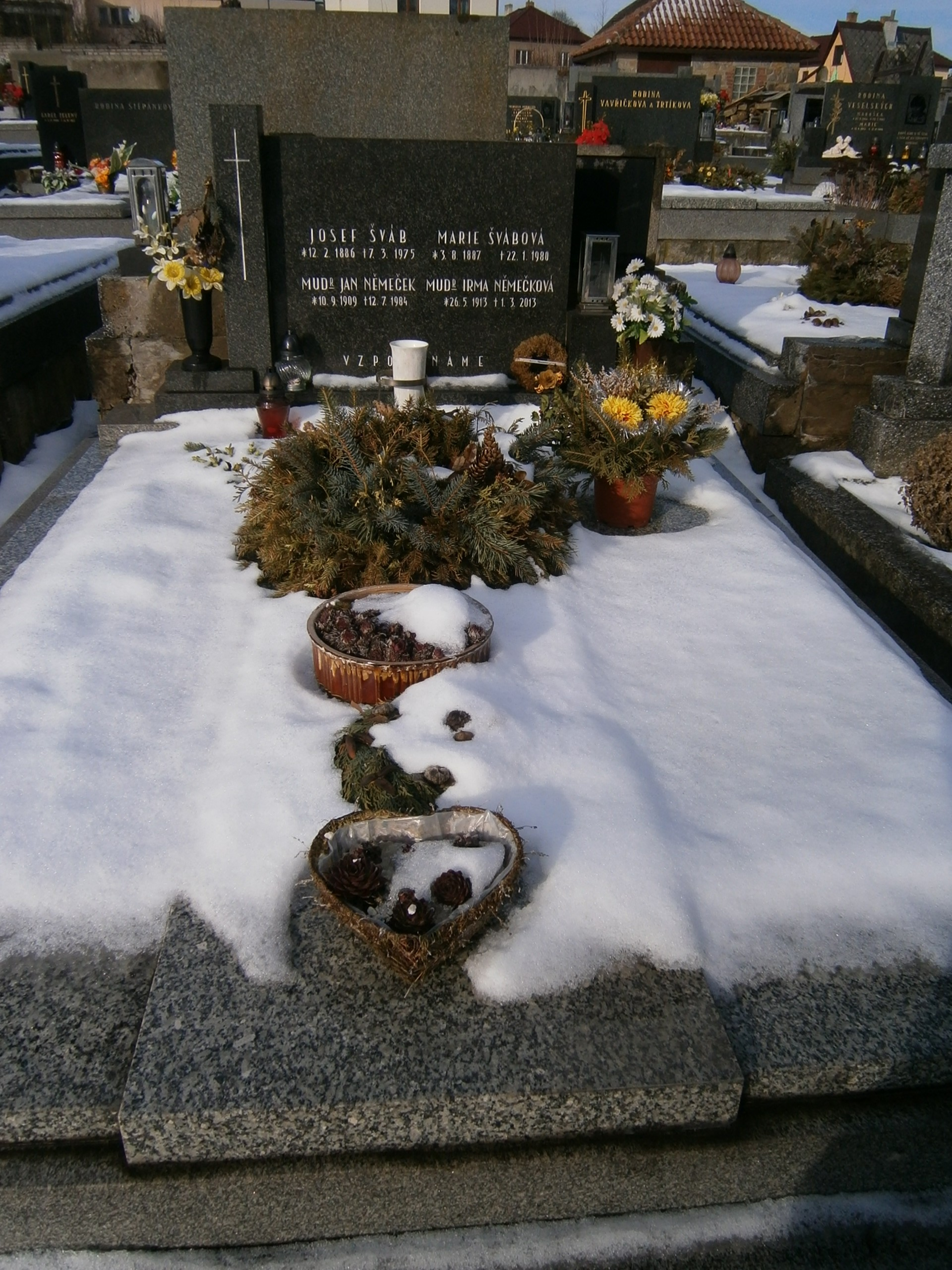
Hrob MUDr. Irmy Němečkové na hřbitově ve Světlé nad Sázavou

Irma Němečková, rozená Švábová, (26. května 1913 Vídeň – 1. března 2013 Světlá nad Sázavou) byla česká lékařka, nejdéle sloužící a nejstarší praktická lékařka v České republice.

## Životopis
Narodila se 26. května 1913 ve Vídni rodičům Josefu Švábovi a Marii Veselé. Ve čtrnácti letech se rozhodla, že se stane lékařkou. Po maturitě nastoupila na Karlovu univerzitu a promovala 10. března 1939, pět dní před obsazením Československa. Po svatbě začátkem 40. let se s manželem Janem přestěhovali z Prahy na Vysočinu do Světlé nad Sázavou, kde si společně s manželem, taktéž praktickým lékařem, založili ordinaci. Aby mohli v ordinaci poskytovat i zubní péči, doplnila si ještě před uzavřením vysokých škol zubní specializaci. První roky pak pracovala především jako zubní lékařka a o víkendech pomáhala manželovi v jeho ordinaci. Nakonec ale dala přednost kariéře praktické lékařky, ve které pokračovala i po smrti svého manžela v roce 1984.
Lékařskou praxi provozovala nepřetržitě 72 let. Pohotovostní a noční služby sloužila až do svých 78 let a automobil řídila ještě v 92 letech. Poslední roky pracovala navzdory upoutání na invalidní vozík. Pes jí kopnutím do nohy způsobil nehojící se bércový vřed a pro rozvíjející se otravu krve jí musela být dolní končetina amputována. Za dobu, po kterou vykonávala svou praxi, léčila pět generací svých pacientů.
25. října 2012 byla Irma Němečková vyznamenaná Kamennou medailí, nejvyšším oceněním Kraje Vysočina určeném osobnostem, které se dlouhodobou prací zasadily o významný prospěch obyvatel Vysočiny. V lednu 2013 jí bylo uděleno čestné občanství města Světlá nad Sázavou, k jeho předání však už vinou zhoršujícího se zdravotního stavu oceněné nedošlo.
Irma Němečková zemřela doma 1. března 2013 a byla pohřbena v rodinné hrobce na světelském hřbitově. 15. března byla za zemřelou sloužena v kostele sv. Václava zádušní mše.